# Tuinmaskerbij
De tuinmaskerbij (Hylaeus hyalinatus) is een vliesvleugelig insect uit de familie Colletidae. De wetenschappelijke naam van de soort is voor het eerst geldig gepubliceerd in 1842 door Smith.